# Night in Tunisia
Night in Tunisia ou A Night in Tunisia est une composition de Dizzy Gillespie datant de 1942, qui est devenue un standard de jazz.

## Historique

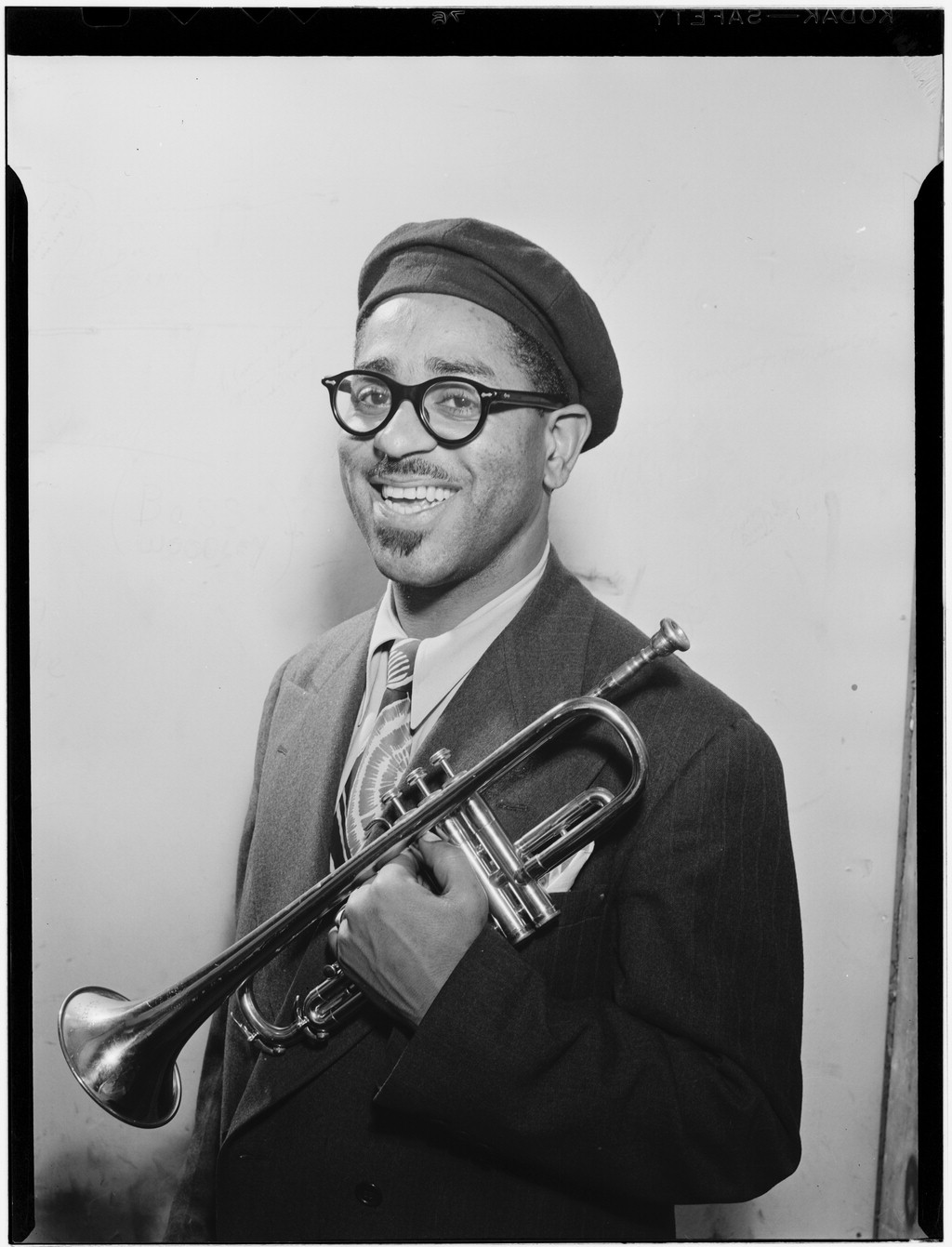
Dizzy Gillespie en 1947 par William P. Gottlieb.

Quand Dizzy Gillespie écrit Night in Tunisia, en 1942, il fait partie du groupe de Earl Hines aux côtés de Charlie Parker. En 1944, Gillespie, Parker, Sarah Vaughan et Billy Eckstine quittent Hines pour former leur propre ensemble, connu comme le premier groupe de bebop.
Gillespie compose le morceau en 1942, entre deux prises pour un soundie avec le groupe de Benny Carter. Art Blakey raconte, notamment dans la présentation du morceau lors d'un live au Birdland en 1954 en compagnie de Clifford Brown, que Gillespie a écrit le morceau sur un couvercle de poubelle, mais c'est sans doute une invention. Le morceau porte d'abord le nom d'Interlude, puis est renommé Night in Tunisia. Il est souvent appelé A Night in Tunisia, même si Gillespie préférait la version sans l'article,.
Dans son autobiographie, Gillespie raconte qu'il travaille une progression d'accords de treizième avec leur résolution au piano, lorsqu'il se rend compte que les notes des accords qu'il joue forment une mélodie, aux couleurs orientales. Il ajoute une basse syncopée, qui s'éloigne de la walking bass qui est le canon habituel,. Si le morceau, mélange de bebop et de latin jazz, est novateur, Gillespie rappelle que Manteca est le premier à populariser les rythmes afro-cubains dans le jazz.
Frank Paparelli est crédité comme coauteur du morceau, alors qu'il n'a fait qu'aider Gillespie pour la transcription de la partition pour sa publication,,.

## Analyse

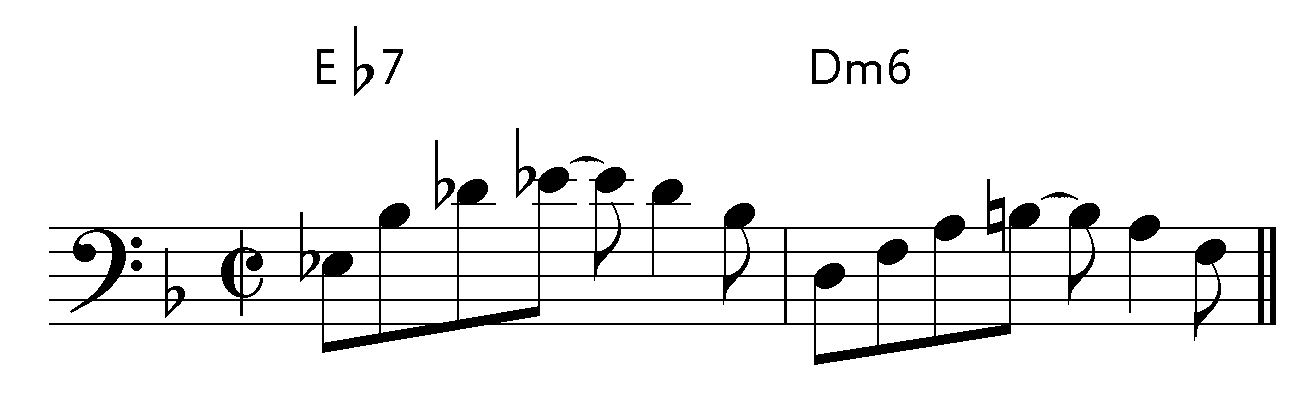
Ligne de basse de Night in Tunisia

Le morceau, représentatif de l'écriture soignée et du sens de la structure de Gillespie, est construit sur une forme dérivée du AABA : une introduction suivie de A1-A1-B-A2 et un tag (ou interlude) de 16 mesures. Il est écrit en ré mineur, avec une mélodie complexe soulignant les enrichissements des accords. La mélodie du A est construite sur un court arpège ascendant et rapide.
La section A est basée sur une alternance de la tonique (ré mineur) et de la dominante, ici remplacée par la substitution tritonique (mi bémol septième). La section B est construite sur le cycle des quintes, et reprend le mouvement harmonique du pont de Alone Together.
La section A est le plus souvent jouée sur un rythme latin, sauf les deux dernières mesures jouées swing, de même que le pont B et les solos. Il existe cependant de très nombreuses variations selon les versions.

## Versions

### Premiers enregistrements

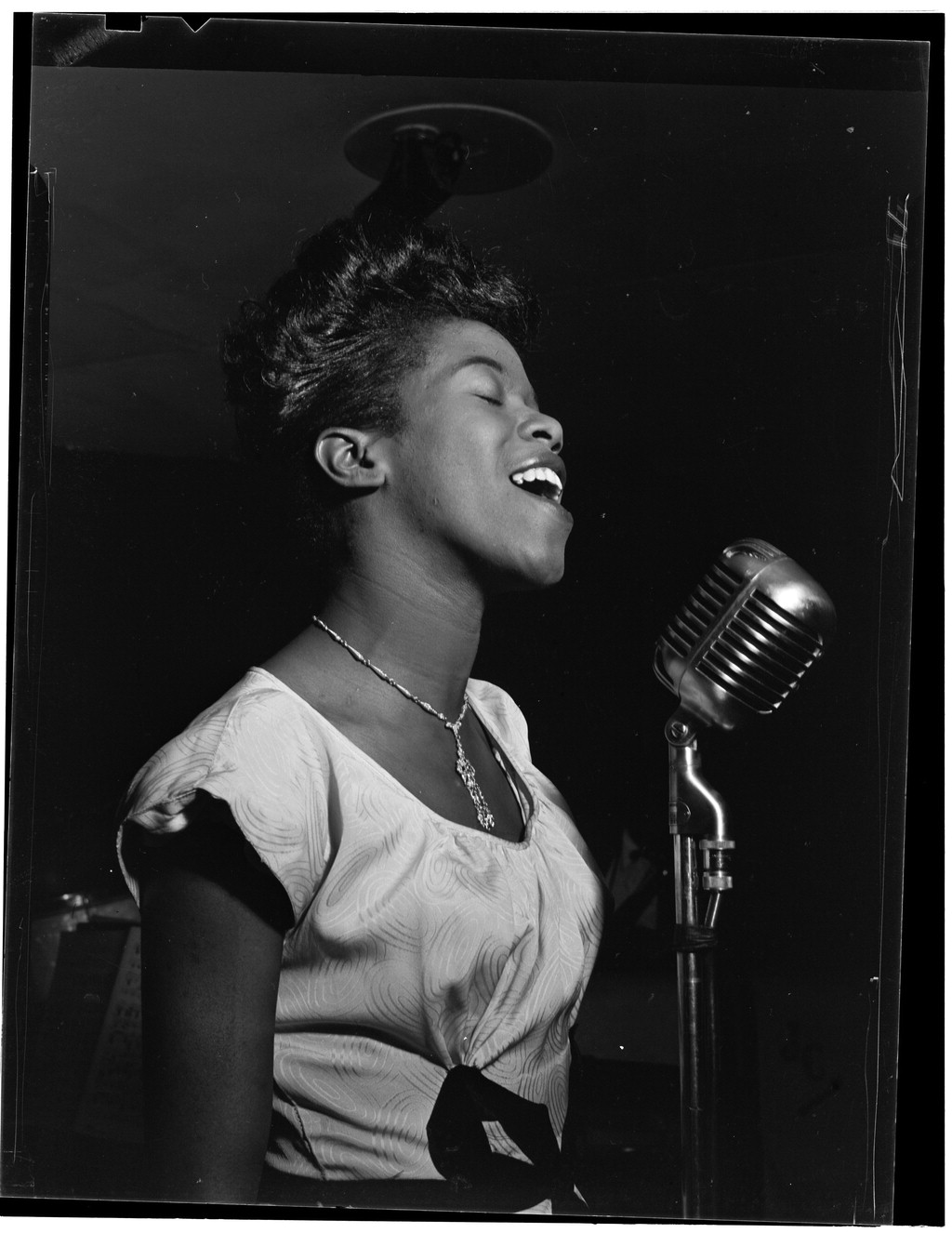
Sarah Vaughan est la première à enregistrer Night in Tunisia.

Dizzy Gillespie a initialement interprété Night in Tunisia au Kelly's Stable à New York au début des années 1940 lors de sa collaboration avec Benny Carter. Il le joue également avec Earl Hines, qui revendique la paternité du morceau.
Accompagnée de Gillespie, Sarah Vaughan est la première à enregistrer le morceau, alors intitulé Interlude, le 31 décembre 1944, avec des paroles qu'elle a écrites,,. Pour cette session, le producteur Leonard Feather joue du piano, mais il n'arrive pas à suivre la partition : c'est donc Gillespie qui se met au clavier quand il ne joue pas de la trompette.
Gillespie l'enregistre le 26 janvier 1945 avec l'orchestre de Boyd Raeburn, dont il est l'invité. Un an plus tard, en 1945, Gillespie l'enregistre avec Don Byas et Milt Jackson.

### Enregistrement de 1946
L'enregistrement du 28 mars 1946 de Charlie Parker, et a été inscrit au « Grammy Hall of Fame » en 2004. Cette version est particulièrement réputée pour le break de 4 mesures, entre l'exposition du thème et le début du solo, dans lequel le saxophoniste montre toute sa virtuosité,.
Cette version commence par 12 mesures d'introduction avec la ligne de basse, suivie par le thème AABA (12 mesures) exposé par la trompette de Miles Davis relayé par Parker sur la partie B. Tous les musiciens se rejoignent pour le tag, suivi du break de Parker. Arrivent ensuite les solos : d'abord Parker (saxophone alto) sur AA, puis Davis (trompette) sur BA, Don Byas (saxophone ténor) sur AA et enfin Bill DeArango (en) (guitare) sur B. Miles Davis joue le thème sur un seul A, avant que le morceau reprenne la ligne de basse avant le fade out.

### Autres versions
Jon Hendricks a également écrit des paroles au morceau. Il en donne une version célèbre, Another Night in Tunisia, en compagnie de Bobby McFerrin et The Manhattan Transfer, qui remporte le Grammy Award de la meilleure interprétation vocale masculine de jazz en 1986.
Night in Tunisia a été repris dans de nombreux styles par de très nombreux ensembles et musiciens, notamment :
- Sarah Vaughan (Hot Jazz, 1950)
- Bud Powell (The Amazing Bud Powell, 1952)
- Miles Davis (The Musings of Miles, 1955)
- Stan Getz (West Coast Jazz , 1955)
- Friedrich Gulda (Friedrich Gulda at Birdland, 1956)
- Duke Jordan (Duke Jordan, 1956)
- Sonny Rollins (A Night At The Village Vanguard, 1957)
- Art Blakey (A Night In Tunisia, 1958)
- Michel Legrand (Legrand Jazz, 1958)
- Gigi Gryce (Reminiscin', 1961)
- Les Double Six (Les Double Six, 1962)
- Dexter Gordon (Our Man In Paris, 1963)
- Don Byas (Don Byas' 30th Anniversary Album, 1964)
- McCoy Tyner (Today And Tomorrow, 1964)
- Boulou Ferré (Boulou, 1965)
- Ella Fitzgerald avec Lou Levy Trio (Ella Fitzgerald, 1967)
- Rahsaan Roland Kirk (Kirkatron, 1977)
- Martial Solal (Solal 83, 1983)
- Dee Dee Bridgewater (In Montreux, 1990)
- David Liebman (Besame Mucho and Other Latin Jazz Standards, 1994)
- Babik Reinhardt (Vibration, 1995)
- Trio Sud (Sylvain Luc, Jean-Marc Jafet, André Ceccarelli, Sud, 2000)
- Peter Cincotti (Live In New York, 2005)
- Ibrahim Maalouf (Diasporas, 2007)
- Manu Codjia, Géraldine Laurent, Christophe Marguet (Looking for Parker, 2013)
- Manu Dibango (Balade en saxo, 2013)